# Павіна Тонгсук
Павіна Тонгсук (нар. 18 квітня 1979, Сі Хорафум, Таїланд) — тайська важкоатлетка, олімпійська чемпіонка 2004 року.

## Виступи на Олімпійських іграх
| Олімпіада   | Дисципліна | Місце |
| ----------- | ---------- | ----- |
| Сідней 2000 | до 69 кг   | 7     |
| Афіни 2004  | до 75 кг   | 1     |